# Santiago (Ilocos Sur)
Santiago ist eine Stadtgemeinde in der philippinischen Provinz Ilocos Sur und liegt am Südchinesischen Meer. In dem 74 km² großen Gebiet lebten im Jahre 2015 18.759 Menschen, wodurch sich eine Bevölkerungsdichte von 254 Einwohnern pro km² ergibt. Das Gelände ist im Zentrum sehr flach und besitzt eine Bucht am Meer. Der restliche Teil ist hügelig.
Santiago ist in folgende 24 Baranggays aufgeteilt:
| - Al-Aludig - Ambucao - San Jose (Baraoas) - Baybayabas - Bigbiga - Bulbulala - Busel-Busel - Butol - Caburao - Danar - Gabao - Guinabang | - Imus - Lang-ayan - Mambug - Nalasin - Olo-Olo Norte - Olo-Olo Sur - Poblacion Norte - Poblacion Sur - Sabangan - Salincub - San Roque - Ubbog |

Anmerkung: Población (spanisch für Population) bezeichnet auf den Philippinen mehrere im Zentrum einer Stadtgemeinde liegende Barangays.